# Гиффорд, Роберт, 1-й барон Гиффорд
Роберт Гиффорд, 1-й барон Гиффорд, PC (англ. Robert Gifford, 1st Baron Gifford; 24 февраля 1779 — 4 сентября 1826) — британский юрист, судья и политик.

## Биография
Гиффорд родился в Эксетере и поступил в Мидл-Темпл в 1800 году. В 1808 году его вызвали в адвокатуру, и он присоединился к Западному округу.
Гиффорд был избран в Палату общин от округа Eye в 1817, это место он представлял до 1824 года и служил под началом графа Ливерпуля в качестве генерального солиситора с 1817 по 1819 год и генерального прокурора с 1819 по 1824 год. В 1824 году ему был пожалован титул барона Гиффорда из церкви Святого Леонарда в графстве Девон и был назначен Главным судьей по общим делам. Лорд Гиффорд занимал этот пост лишь короткое время, а затем был хозяином «Магистра Свитков» с 1824 года до своей смерти в сентябре 1826 года.
Он скончался в возрасте 47 лет. Его баронский титул наследовал сын Роберт Гиффорд.